# Кунджины
Кунджины, курчины, кирджины (монг. кунжин) — одно из племён средневековых коренных монголов. Представляют собой ответвление рода килингут.

## Этноним
В переводе «Сборника летописей» Л. А. Хетагурова этноним отражён в формах кунджин и курчин. И. Н. Березин использовал форму куджит (по его чтению — «ходжит»). Ещё одна форма — куджин. В монгольском переводе Ц. Сүрэнхорлоо этноним отражён в формах кунжин и хорчин (не следует путать с современными хорчинами), в английском переводе У. М. Такстона — в форме кирджин (qirjin).

## История

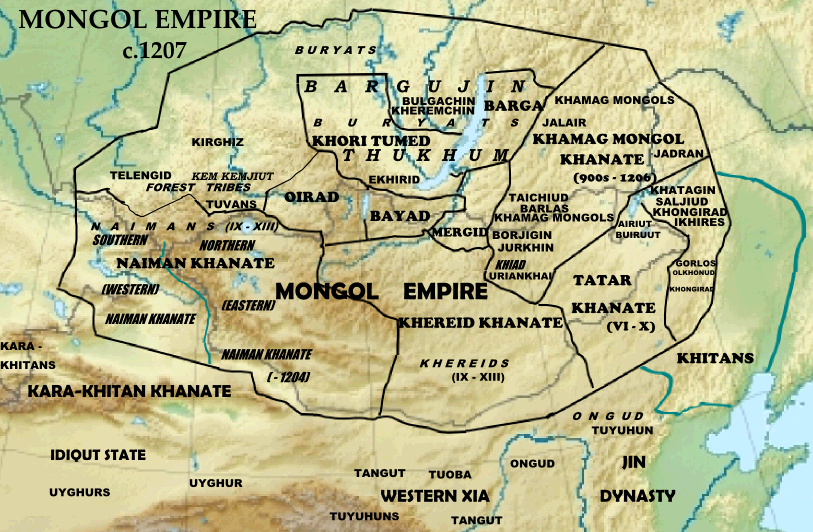
Монгольская империя в 1207 г.

Кунджины или курчины упоминаются в числе племён дарлекин-монголов. Согласно «Сборнику летописей», дарлекины состояли из следующих родов: нукуз, урянкат, кунгират, икирас, олкунут, куралас, элджигин, кункулают, ортаут, конкотан, арулат, килингут, кунджин, ушин, сулдус, илдуркин, баяут и кингит.
Курчины Рашид ад-Дином названы одной из ветвей племени килингут. Килингуты в свою очередь были ответвлением племени уряут (ортаут).

### Уряуты
Этноним уряут в «Сокровенном сказании монголов» отражён в форме оронар. Согласно «Сокровенному сказанию монголов», оронары являются потомками Алан-гоа и ветвью племени борджигин, которых принято относить к нирун-монголам. При этом Рашид ад-Дином такие племена, как уряуты (ортауты), килингуты и кунджины включены в состав дарлекин-монголов, так же как и родственные им племена хонхотанов и арулатов.
В «Сборнике летописей» упоминаются три ветви племени уряут: конкотан, арулат и уряут-килинкут. «Эти названия сначала были именами трех братьев; от каждого [из них] пошла одна ветвь, и род [уруг] их стал многочисленным, образовав отдельные племена, из коих каждое получило прозвание и имя по имени того человека, от которого оно вело свое происхождение».
Первый сын Конкотан. Значение этого слова — «большеносый». Второй сын — Арулат. «Это слово значит, что этот человек был нежен к отцу и к матери». Третий сын — Уряут-Килингут. «Так как он был кос, то стал называться этим именем».

### Килингуты и курчины
По сведениям Рашид ад-Дина, все племена и ветви килингутов происходили от рода Уряут-Килингута. Килингуты были многочисленны. В составе килингутов упоминаются две ветви: килингут-тархан и курчин.
Основателями рода килингут-тархан названы Бадай и Кышлык. Чингисхан даровал им титул тархана (дархана). Дети Бадая также были удостоены титула тархан: Тархан-Хорезми и Садак-тархан. Потомок Кышлыка Акутай был удостоен звания «эмира-тысяцкого».
Из племени курчин происходил Кипчактай (Килчигдэй, Qabcha Qabai), один из двоюродных братьев Конкотана. Кипчактай был в числе монголов, служивших в Хорасане.
Две тысячи килингутов по указу Чингисхана находились в прямом подчинении у его младшего брата Тэмугэ-отчигина. Среди килингутов, присоединившихся к Чингисхану, упоминается Куджин. Согласно Рашид ад-Дину, Куджин был «из среды килингутов и дядьев Конкотана».